# Bulgur
Bulgur (din turcă bulgur; cu sensul de crupe) sau burghul (din arabă برغل‎, burġul, cu sensul de crupe) este un aliment din cereale obținut din crupe crăpate parțial fierte ale mai multor specii diferite de grâu, cel mai adesea din grâu dur (Triticum durum). Își are originea în bucătăria din Orientul Mijlociu. Are o aromă ușoară, de nucă.  Este un ingredient care se gătește similar cu orezul sau cușcușul.
Este cunoscut încă din vremurile biblice (menționat în II Regi 17:19 și Proverbe 27:22, Ezechiel 44:30 și Neemia 10:37). Prima mențiune scrisă apare pe tăblițele cuneiforme din timpul lui Assurnasirpal al II-lea (sec. IX î.Hr.). Cea mai veche descoperire arheologică datează din mileniul al VI-lea î.Hr. 